# Sant'Anastasia
Sant'Anastasia är en ort och kommun i storstadsregionen Neapel, innan 2015 provinsen Neapel, i regionen Kampanien i Italien. Kommunen hade 27 690 invånare (2017).